# 토이무비: 미래대모험
《토이무비: 미래대모험》(중국어: 阿唐奇遇)는 2017년 공개한 중국의 애니메이션, 코메디 영화이다.

## 출연
- 남도형
- 윤아영
- 서원석
- 김성화